# Socorro Latasa Miranda
María Socorro Latasa Miranda (Pamplona, Navarra, 20 de dezembro de 1956) é uma escritora e poeta navarra.

## Obras

### Individuais
- Arpegios de sombra herida, con prólogo de Charo Fuentes. (COMAR. Madrid, 1989).
- Edad sin tiempo (Medialuna Ediciones. Pamplona, 1991).
- Desde la luz y el tiempo, (Sahats, Pamplona 2005). Recompilação de obra poética inédita de P. Damián Iribarren escrita entre os anos 1965-2000.[1]
- Risa y ternura de unos papeles (Reflexión sobre los Caprichos de Goya) de P. Damián Iribarren. (Sahats, Pamplona, 2006).[2]
- Aproximación a la obra literaria de Damián Iribarren (Sahats, Pamplona, 2007), com prólogo de Carlos Mata.[3]
- Hasta el último horizonte (Sahats, Pamplona 2008), com prólogo de Emilio Echavarren.[4]
- Cuaderno de música Notas sobre papel pautado. Selecção de 21 composições.
- Monosílabos al son, al son de monosílabos (Grupo Reysa, Madrid,2012).[5]
- Edad de niebla y otros poemas (COMAR, Madrid, 2014).[6][7]
- Al filo del Otoño (Círculo Rojo, 2017).

### Colecções
- Antología Bilaketa (volumes I y II), Aoiz, 1986 y 1992.
- A Gerardo Diego (En el centenario y cien de Devenir). Devenir. Madrid, 1996.
- Este noventa y ocho. Antología de la literatura navarra actual. Pamplona, 1998.
- Constantes vitales nº 3 y nº 4 Grupo Ángel Urrutia del Ateneo Navarro. Pamplona, 2008.
- Luces y sombras nº 24 y nº 25 Fundación María del Villar Berruezo. Tafalla, 2008 y 2009.
- Prólogo al poemario Surgimientos de Rafael López de Ceráin. Sahats, Pamplona 2008.
- Revista poética digital Gatos y Mangurrias nº 10 Dezembro de 2012.
- Revue La Porte des Poètes. París, Outono 2012.

## Prémios e reconhecimentos
- 1972 Primeiro prémio de Juventude “Villa de Aoiz” com Adios a mi niñez.
- 2005 Prémio da Fundação Itoiz-Canal de Navarra.
- 2011 Diploma de Accesit do XIV Concurso Internacional de Poesia La Porte de Poètes de Paris com Decantaciones.
- 2015 Finalista do primeiro prémio de poesia “Villa de Madri” com Madrid, luz de setembro.[8]